# Малая Литва
| Малая Литва Жемайтия Аукштайтия | Сувалкия Дзукия |

Ма́лая Литва́ (нем. Kleinlitauen, лит. Mažoji Lietuva, Пру́сская Литва́, нем. Preussisch-Litauen, лит. Prūsų Lietuva) — исторический этнографический регион Пруссии, позднее Восточной Пруссии в Германии, где жили прусские литовцы.

## История
До вторжения тевтонских рыцарей в 13 веке основная часть территории, позже известной как Малая Литва, была населена племенами скальвы и надровы. Регион обезлюдел во время непрекращающихся войн между Литвой и Тевтонским орденом. Войны закончились Мельнским миром, и вместе с возвращающимися беженцами эту землю заселили литовские колонисты.
Как своеобразный исторический регион Малая Литва сформировалась в  XV векe на территории Тевтонского ордена — в нижнем течении реки Неман, где сложилась своеобразная этнокультурная группа — летувининки (литовники/прусские литовцы), говорившие на юго-западном аукштайтском диалекте литовского языка. Малая Литва была северной частью территории Тевтонского ордена в Пруссии (позже — Восточной Пруссии) и получила своё название по местному литовскоязычному населению, переселившемуся сюда из Литвы, и смешавшегося с местными балтоязычными (прусскоязычными и литовскоязычными) жителями.
Термин Klein Litauen (Малая Литва) впервые был употреблён в немецкоязычных хрониках Пруссии авторства С. Грюнау и Л. Давида в начале XVI века, между 1517 и 1526 годами.
После секуляризации Тевтонского ордена Малая Литва находилась в составе Герцогства Пруссии (1525—1618), Бранденбургско-Прусского Герцогства (1618—1701) Прусского королевства (1701—1871) и Германской империи (1871—1918).
После поражения Германской империи в Первой мировой войне (1914—1918) Литовская Республика потребовала передачи ей Германией территории Малой Литвы, но значительная её часть по Версальскому мирному договору (1919) досталась Германии, а меньшая часть — Клайпедский край — в 1920 году, в соответствии с Версальским договором в 1920 году была передана под мандат Лиги наций. В 1923 году Литва аннексировала Клайпедский край.
С 1934 года нацистский режим Адольфа Гитлера проводил в германской Малой Литве политику полного онемечивания населения. В 1939 году Германия захватила у Литвы Клайпедский край, включила в состав своей земли Пруссии и также начала там политику онемечивания (германизации).
После завершения Второй мировой войны, согласно решению Берлинской (Потсдамской) конференции (1945), территория Малой Литвы была разделена между СССР (передана Литовской ССР) и Польшей.
Сегодня часть Малой Литвы находится в границах современных Литвы и Польши, в то время как основная территория — часть Калининградской области Российской Федерации. В начале XXI века в Калининградской области насчитывается 9,7 тыс. литовцев согласно переписи 2010 года

## Культура
Малая Литва стала основным местом развития литературного литовского языка в XVI—XVIII веках — в частности, одного из его литературных вариантов, формировавшегося в те времена на основе западных диалектов жемайтского наречия (языка) с влиянием наречий местного прусского языка. Первая печатная книга («Катехизис») на литовском языке (в частности на жемайтском наречии), была подготовлена лютеранским пастором Мартинасом Мажвидасом и напечатана в Кёнигсберге (Герцогство Пруссия) в 1547 г., также как и первая литовская грамматика «Grammatica Litvanica» Даниила Клейна, напечатанная тут в 1653 году.
Этому содействовало то, что Герцогство Пруссия в первой половине XVI века поддерживала процессы Реформации (одобрявшей переход к «понятным» массам, народным языкам в богослужении), приняло лютеранство в качестве официальной конфессии, перешло вместо латыни на немецкий язык богослужений и поддерживала книгопечатание и просвещение на балтийских языках (литовском и прусском) как гарантии широкой поддержки официальной немецкой власти со стороны широких масс населения Герцогства Пруссия.
В 1579—1590 годах Йонас Бреткунас перевёл в Кёнигсберге Библию на литовский язык, но этот перевод не был напечатан. В XVIII веке тут лютеранский пастор Кристионас Донелайтис, уроженец Малой Литвы, создал первую стихотворную поэму («Времена года») на литовском языке, которая, однако была опубликована и стала известной широким кругам только в XIX веке: впервые поэму Донелайтиса опубликовал Людвикас Реза в 1818 году в Кёнигсберге вместе с переводом на немецкий язык. Первый полный перевод Библии на литовский язык был напечатан в 1735 году и повторно напечатан после выправки в 1755 именно в Кёнигсберге (Королевство Пруссия).
В первой половине XIX века в Малой Литве были изданы первые газеты на литовском языке, но их тираж был мал и вскоре их печать была свёрнута.
К началу XVIII века пруссы в Малой Литве были онемечены, поэтому большинство местного балтоязычного населения составили прусские литовцы, но прусский король Фридрих Вильгельм I, стремясь ликвидировать значительные потери населения из-за эпидемии чумы в 1709—1711 годов в регионе, пригласил в Королевство Пруссию (и, соответственно в Малую Литву) немецкоязычных колонистов из Австрии, немецкоязычных княжеств Германии, Швейцарии и Голландии.
После создания в 1871 году Германской империи в государстве воцарилась политика унификации, что в Малой Литве вылилось в онемечивание местного литовскоязычного населения. Однако, несмотря на это, литовский язык в Малой Литве сохранял свои позиции: продолжалась печать книг и периодики на литовском языке; Малая Литва стала базой поставки литовскоязычных книг для движения литовских книгоношей. К началу XX века большая часть литовников (прусских литовцев) была германизирована.
Малая Литва была родиной Видунаса, просветителя и философа XX века.
В результате сначала эвакуации немецкими властями немецкого населения в 1944 году, а затем и депортации оставшегося населения Восточной Пруссии в Германию в 1945 году, а после Второй мировой войны ещё и депортации значительной части прусских литовцев, практически ничего из культуры прусских литовцев не сохранилось. Тем не менее, Малая Литва сделала важный вклад в литовскую культуру.

## Символы
Флаг Малой Литвы представляет собой прямоугольное полотнище из трёх равновеликих горизонтальных полос: верхней — зелёного, средней — белого и нижней — красного цвета.